# Freden i Guadalupe Hidalgo
 Der er for få eller ingen kildehenvisninger i denne artikel, hvilket er et problem. Du kan hjælpe ved at angive troværdige kilder til de påstande, som fremføres i artiklen.

Freden i Guadalupe Hidalgo, også kendt som Guadalupe Hidalgo-traktaten (the Treaty of Guadalupe Hidalgo på engelsk, la Tratado de Guadalupe Hidalgo på spansk), var en fredstraktat som afsluttede den mexicansk-amerikanske krig. Den blev underskrevet 2. februar 1848 i Guadalupe Hidalgo, der dengang var en forstad til Mexico City men som i dag er del af byen.
Som del af aftalen måtte Mexico anerkende at USA havde annekteret Texas i 1845 (en), og desuden skulle Mexico afstå et landområde kaldet the Mexican Cession. Disse betingelser betød, at Mexico mistede 1,36 millioner km² (cirka 55% af dets land før Texas erklærede sig uafhængig i 1836), og at den nye grænse mellem USA og Mexico blev ved Rio Grande-floden. Sejrsherren USA skulle til gengæld betale 15 millioner dollars til Mexico for de nye områder.

## Klausuler

### Anerkendelse af Texas-anneksionen
Texas havde i 1836 erklæret sig uafhængig fra Mexico, som Republikken Texas. Denne erklæring blev ikke anerkendt af Mexico, der stadig anså Texas som værende sit eget. Den 29. december 1845 var Texas blevet annekteret af USA og blevet landets 28. stat, men Mexico blev ved med at kræve Texas tilbage. Denne territorialstridighed var en af krigens casus belli. Som led i fredsaftalen måtte Mexico opgive sit krav på at få Texas tilbage.

### Mexican Cession
The Mexican Cession (bogstaveligt "den mexicanske [land]overgivelse") er det område, der før freden i Guadalupe Hidalgo var del af Mexico, men som blev overgivet til USA. Området blev senere til de amerikanske stater Californien, Nevada, og Utah, og dele af Arizona, Colorado, New Mexico, og Wyoming.
Dette blev den næstsidste større landerhvervning for USA på det amerikanske fastland. Den sidste var Gadsden-aftalen i 1854, hvor USA købte de sydlige dele af Arizona og New Mexico, der ikke var kommet under amerikansk kontrol ved Guadalupe Hidalgo.